# Стрелечье (хутор)
Стрелечье — хутор в Максатихинском районе Тверской области. Входит в состав Малышевского сельского поселения.

## География
Находится в северо-восточной части Тверской области на расстоянии приблизительно 20 км по прямой на запад-юго-запад от районного центра поселка Максатиха на правобережье речки Волчина южнее одноименной деревни.

## История
Хутор был отмечен еще на дореволюционной карте. До 2014 года входил в Каменское сельское поселение до его упразднения.

## Население
Численность населения: 3 человека (русские 100 %) в 2002 году, 1 в 2010.